# Blue Washington
Blue Washington (12 de fevereiro de 1898 – 15 de setembro de 1970) foi um ator norte-americano da era do cinema mudo. Ele apareceu em 74 filmes entre 1919 e 1957.
Faleceu em Lancaster, Califórnia, a 1970.

## Filmografia selecionada
- The Blood Ship (1927)
- Ransom (1928)
- Do Your Duty (1928)
- Beggars of Life (1928)
- Black Magic (1929)
- Haunted Gold (1933)